# Нгуен Куанг Хай
Нгуен Куанг Хай (вьет. Nguyễn Quang Hải; род. 12 апреля 1997, Ханой) — вьетнамский футболист, играющий на позиции атакующего полузащитника или вингера клуба «Ханой Полиция» и национальной сборной Вьетнама. В 2018 и 2019 годах он был номинирован группой спортивных журналистов и футбольных экспертов на премию «Лучший футболист Азии».
Нгуен Куанг Хай, родившийся в Донгане, поступил в молодёжную академию Ханоя в возрасте девяти лет. К 2013 году он играл в лиге до 19 лет в возрасте 16 лет. С 2014 по 2022 год Нгуен Куанг Хай играл за взрослую команду Ханоя, в том числе в аренде в Сайгоне в 2015 году. Он присоединился к клубу Лиги 2 «По» во Франции в июне 2022 года.
Поиграв за Вьетнам на разных молодёжных уровнях, Нгуен Куанг Хай дебютировал за сборную Вьетнама в 2017 году. Его первый гол был забит в ворота Камбоджи в сентябре 2017 года.

## Клубная карьера

### Ханой
Выпускник академии столичного клуба «Ханой», Пуанг Хай дебютировал за клуб в 2014 году. Всего за три года он стал одним из самых многообещающих выпускников академии клуба, выиграв Чемпионат Вьетнама по футболу 2 2015 года, а затем повторив свой подвиг в Чемпионат Вьетнама по футболу 2016 года. После успешного выступления во Вьетнаме в 2018 году на чемпионате AFK U-23, в котором он продемонстрировал блестящую игру, он стал постоянным лицом клуба, сыграв важную роль в победе клуба в двух сезонах Чемпионата Вьетнама по футболу подряд в 2018 и 2019 годах. Он также помог клубу выиграть два подряд национальных кубка Вьетнама по футболу в 2019 и 2020 годах.
В марте 2022 года он объявил, что покидает клуб, выразив желание поехать в Европу, чтобы закрепить свою карьеру. Его последний матч за домашний клуб состоялся 7 апреля 2022 года, когда «Ханой» выиграл у Конг Ан Ха Ной ФК со счетом 4:0. Хотя и не забив, Пуанг Хай сделал результативную передачу в этой победе.

### По
29 июня 2022 года, после слухов о его будущем, Пуанг Хай присоединился к клубу Лиги 2 «Пау» по контракту на два сезона, что сделало его первым вьетнамским игроком, присоединившимся к французскому футбольному клубу. 30 июля 2022 года он дебютировал в лиге за «Пау», заменив Эдди Сильвестра на 59-й минуте в выездном поражении со счетом 4:0 от Эн Аванта Генгама. 8 октября 2022 года он забил свой первый гол за «Пау» на 86-й минуте в домашнем матче против Родеса в Лиге 2. Он забил второй гол «Пау» в матче после короткого 8-минутного периода игрового времени, чтобы сравнять счет (2:2). 

## Международная карьера

### От 16 до 20 лет
Нгуен Пуанг Хай был вызван на квалификацию чемпионата AFC U-16 2012 года в возрасте всего 14 лет.
После впечатляющего выступления на национальном чемпионате среди юношей до 19 лет в 2014 году, Куанг Хай был вызван в национальную команду до 19 лет. Он продолжал представлять команду U19 на молодёжном чемпионате AFС U-19 2014 года и чемпионате Брунея Хассанала Болкиаха, где Вьетнам в обоих случаях занимал второе место.
Он внес значительный вклад в кампанию чемпионата AFC U-19 в 2016 году. Во второй игре против Объединённых Арабских Эмиратов он ассистировал Хо Минь Ди в первом голе Вьетнама. Вьетнам обыграл Бахрейн в четвертьфинале и получил право на участие в чемпионате мира по футболу FIFA U-20 2017 года. Это было первое участие Вьетнама в молодёжном турнире чемпионата мира по футболу.
Он был капитаном сборной Вьетнама до 20 лет в матчах группового этапа чемпионата мира по футболу FIFA U-20 2017 против Гондураса и Франции.

### Сборная до 23 лет
Пуанг Хай был впервые вызван в национальную сборную до 23 лет на товарищеский матч против сборной Малайзии до 23 лет в феврале 2017 года. Затем он был включен в состав сборной Вьетнама на Играх Юго-Восточной Азии 2017 года. В решающем матче против Таиланда он первый тайм находился на скамейке запасных, выйдя на замену во втором тайме заработал пенальти (сфолил Раттанакорне Майками в штрафной площади). Однако Нгуен Конг Фонг не реализовал пенальти, Вьетнам проиграл 3:0 и выбыл.
Назначение главного тренера Пак Ханг Сео привело к значительному улучшению иерархии команд до 23 лет, поскольку Пуанг Хай стал неприкосновенным в первых рядах команды 3. Его широко хвалили как национального героя во время исторической кампании чемпионата AFC U-23 в 2018 году, поскольку Вьетнам U23 огорчил основных претендентов на титул на пути к их первому континентальному финалу.
Пуанг Хай сыграл важную роль для команды с группового этапа, забив оба гола команды. Гол против Австралии принес ему награду Лучшего игрока матча. Он также реализовал свой пенальти во время серии пенальти в четвертьфинале против Ирака, тем самым обеспечив Вьетнаму место в полуфинале. Игра Пуанг Хая против Катара в полуфинале считалась наиболее успешной. Пуанг Хай сравнял счет полузалпом с малой дистанции на 69-й минуте, но Алмоез Али вернул лидерство Катара на 87-й. Он сразу же нанес ответный удар, прекрасно контролировал потерянный мяч после штрафного, затем имитировал удар, чтобы эффектно обыграть двух защитников, прежде чем пробить в дальний угол; все произошло в течение минуты после гола Алмоеза Али. Позже он не реализовал свой удар в серии пенальти, но Вьетнам выиграл 4:3 и вышел в финал. В финале Пуанг Хай снова впечатлил, сравняв счет голом со штрафного. Гол, прозванный в СМИ «радугой в снегу», стал символом беспрецедентного эмоционального возбуждения, принесенного вьетнамскому народу исторической кампанией, а также сопутствующего ей национального духа. Позже этот гол был признан голом турнира. Однако Вьетнам проиграл Узбекистану на последней минуте дополнительного времени.
Он считался одним из лучших игроков турнира, по разным источникам был включен в несколько команд турнира. Его способность забивать с дальней дистанции была одним из ключевых качеств, упомянутых AFC. Средства массовой информации Юго-Восточной Азии даже подвергли АФК агрессивной критике за то, что она не присудила Пуанг Хай звание самого ценного игрока. В конце турнира Пуанг Хай вместе с товарищем по команде Буйем Тьеном Дунгом был награждён орденом Труда 3-й степени за впечатляющее выступление.
Пуанг Хай был включен в состав Вьетнама на Азиатские игры 2018 года. Пуанг Хай забил один гол в победе Вьетнама над Пакистаном со счетом 3:0. В матче против Японии он забил единственный гол в матче, Вьетнам победил Японию и возглавил группу. Позже Вьетнам впервые в своей истории дошел до полуфинала на Азиатских играх, где потерпел поражение от Южной Кореи со счетом 3:1. Позже Вьетнам проиграл ОАЭ в серии пенальти в матче за бронзу.
Пуанг Хай был капитаном и забил один гол за Вьетнам на Играх Юго-Восточной Азии 2019 года в победе над Лаосом со счетом 6:1, прежде чем он получил травму в матче против Сингапура и пропустил оставшуюся часть турнира. Тем не менее, Вьетнам по-прежнему продолжал турнир без него, чтобы победить Индонезию в финале и выиграть золотую медаль, их первое золото в футбольных соревнованиях SEA games с тех пор, как Южный Вьетнам выиграл в 1959 году.

### Национальная команда
13 июня 2017 года Пуанг Хай дебютировал на международной арене за взрослую команду Вьетнама против Иордании в матче, закончившемся ничьей 0:0. Он забил свой первый гол (и победный) за Вьетнам в ворота Камбоджи 5 сентября 2017 года, выйдя на замену.
В Кубке Сузуки AFF 2018 года Пуанг Хай играл каждую минуту, поскольку Вьетнам выиграл свой первый футбольный чемпионат Юго-Восточной Азии за десять лет. В первых трех играх группового этапа главный тренер Пак Хан Со отвел ему позицию полузащиты, что вызвало вопросы у болельщиков. В последнем матче против Камбоджи он вернул себе место в тройке нападения и сразу же был признан лучшим игроком матча. Он играл в качестве продвинутого плеймейкера до конца турнира, дважды становясь лучшим игроком матча. Первый был в ответном полуфинальном матче против Филиппин, где он вышел из тупика и помог обеспечить первую домашнюю победу в плей-офф чемпионата AFF для Вьетнама. Последний был забит, когда он помог Нгуен Ань Ок забить победный гол в финале против Малайзии. По итогам турнира он вошел в состав команды Best XI Кубка AFF и был выбран самым ценным игроком. Премьер-министр Нгуен Суан Фук с честью наградил его орденом Труда 2-й степени. Несколько дней спустя он выиграл вьетнамский Золотой мяч, во многом благодаря своему выступлению в чемпионате AFF.
Пуанг Хай получил международную репутацию на Кубке Азии 2019, когда он сыграл важную роль в потрясающей игре Вьетнама на турнире, включая потрясающий гол со штрафного в ворота Йемена, когда Вьетнам выиграл со счетом 2:0, и пробрался в плей-офф. Вьетнам победил Иорданию в 1/8 финала, но проиграл со счетом 1:0 Японии, занявшей второе место в турнире, в четвертьфинале. Тем не менее, Пуанг Хай был назван Лучшим игроком матча за обе победы Вьетнама в турнире, а Технический комитет AFC включил его в официальный состав всех звезд турнира. 8 ноября 2019 года он победил Чанатипа Сонгкрасина из Таиланда и стал лучшим игроком года по версии AFF среди мужчин — наградой лучшему игроку из Юго-Восточной Азии за последние два года. Вье
Пуанг Хай забил три гола в квалификации чемпионата мира по футболу 2022 года, что помогло Вьетнаму впервые выйти в финальный раунд квалификации.
Он также забил два гола в чемпионате AFF 2020 года.

## Награды

### Саигон (аренда)
- Первый дивизион Вьетнама: 2015

### Ханой
- Чемпионат Вьетнама: 2016, 2018, 2019
- Кубок Вьетнама: 2019, 2020
- Суперкубок Вьетнама: 2018, 2019, 2020

### Вьетнам до 23 лет/Олимпийский
- Чемпионат Азии по футболу среди молодёжный команд: 2018
- Кубок ВВФ: 2018
- Летние Азиатские игры: 4 место 2018

### Вьетнам
- Чемпионат АСЕАН: 2018, второе место: 2020
- Кубок ВВФ: 2022

### Индивидуальные
- Чемпионат АСЕАН Лучший XI: 2018
- Самый ценный игрок чемпионата АСЕАН: 2018
- Вьетнамаский Золотой мяч: 2018
- Вьетнамский Серебряный мяч: 2019, 2021
- Вьетнамский Бронзовый мяч: 2017
- Лучший молодой игрок чемпионата Вьетнама: 2017, 2018
- Лучший игрок чемпионата Вьетнама: 2019
- Футбольная федерация АСЕАН Лучший XI: 2019
- Лучший игрок года среди мужчин по версии АСЕАН: 2019
- Команда турнира кубка Азии: 2019
- Кубок АФК за всю историю XI